# Ulpianus
Domitius Ulpianus (kolem 170 Tyros – 228 Řím) byl římský právník pocházející z fénického Týru.
Hlavní období jeho literární tvorby se datuje do let 211 až 222 našeho letopočtu. Poprvé se stal veřejně známý jako člen rady Septimia Severa. Za nezletilosti Alexandra Severa (jehož byl poručníkem a učitelem) byl prefektem praetoriánů a později předsedou státní rady. Heliogabalus ho vyhnal z Říma, po nástupu Alexandra (222) však byl znovu dosazen do funkce a stal se císařovým hlavním poradcem a opět pretoriánským prefektem. Zmenšení výsad pretoriánské gardě, které jim udělil Heliogabalus, vyvolalo odpor a Domitius Ulpianus sotva unikl. Roku 228 byl zavražděn v paláci při roztržce mezi vojáky a davem. Pravděpodobným důvodem k jeho zavraždění byla jeho přísnost.
Působil v Římě jako právník, byl členem císařova konsilia.
Ulpiánův citát „Honeste vivere, neminem laedere, suum cuique tribuere (Poctivě žít, nikomu neškodit, každému dávat, co mu patří)” je mottem Právnické fakulty Univerzity Palackého v Olomouci. Ulpianus také zmiňuje zásadu In dubio pro reo.

## Dílo
Jeho dílo mělo zásadní vliv na celé období pozdního císařství, zásadním způsobem ovlivnilo i Corpus iuris civilis, který je podle střízlivých odhadů z jedné třetiny napsán právě podle jeho děl.
- Ad edictum, 83 knih – popis praetorského práva
- Ad Sabinum, 51 knih o civilním právu